# Штегерсбах
Ште́герсбах (нем. Stegersbach) — ярмарочная коммуна (нем. Marktgemeinde) в Австрии, в федеральной земле Бургенланд.
Входит в состав округа Гюссинг. Население составляет 2441 человек (на 31 декабря 2005 года). Занимает площадь 17,8 км². Официальный код — 10414.

## Политическая ситуация
Бургомистр коммуны — Хайнц Петер Краммер (СДПА) по результатам выборов 2007 года.
Совет представителей коммуны (нем. Gemeinderat) состоит из 23 мест.
- СДПА занимает 14 мест.
- АНП занимает 9 мест.